# Selebi-Phikwe
Selebi-Phikwe (også kendt som Selibe-Phikwe) er en by i den østlige del af Botswana med et indbyggertal (pr. 2001) på cirka 50.000. Byens største beskæftigelseskilde er minedrift, især med udvinding af nikkel.